# Периферия (альбом)
«Периферия» — третий альбом группы «DDT», записанный в 1984 году на Башкирской студии телевидения в Уфе. История создания альбома включена в книгу «100 магнитоальбомов советского рока» Александра Кушнира.

## История создания
Музыкальный материал для «Периферии» репетировали во Дворце культуры «Авангард». Запись велась в студии Башкирского телевидения по ночам в условиях глубокой конспирации; участникам группы приходилось «прокрадываться на цыпочках» мимо спящего охранника. На третью ночь окончание записи было отмечено бутылкой коньяка и шоколадкой. Песни стали более остросоциальными, музыка — более ритмичной, совмещая веяния новой волны с башкирским колоритом и народной музыкой.
При содействии Игоря Верещаки альбом уже через неделю после записи разошёлся по районам Башкирии, добравшись даже до Дальнего Востока. Песни рисовали правдивую и не особо привлекательную картину жизни в глубинке («Мы из Уфы», «Периферия», «Частушки»), чем вызвали острое недовольство у местных чиновников. Группу обвиняли в «антисоветизме» и клевете на башкирскую деревню; Юрия вызвали сначала в обком партии, потом в КГБ, взяв расписку о неисполнении собственных песен, исключили из ВЛКСМ, за строчку «Вперёд, Христос, мы за тобой» в местной прессе его назвали «агентом Ватикана». От уголовного срока / помещения в психиатрическую больницу Шевчука спасли связи его отца, а также то, что жители столицы БАССР (среди них — будущая жена Шевчука, Эльмира) собирали подписи в его защиту. Многие из них впоследствии были уволены с работы, исключены из вузов. В родном городе музыканта предупредили: «Ещё одна запись — сядешь».
В июле 1984 года в уфимском Доме моделей прошёл концерт под названием «Нияз Абдюшев с друзьями» (за этим названием скрывалась группа «ДДТ»), на котором впервые прозвучали песни с нового альбома. Концерт был платным, так как друзья хотели материально помочь Шевчуку, которого в то время не принимали на работу; по его окончании участников и организаторов концерта вызывали в милицию и обвиняли в финансовых махинациях.
После этого «ДДТ» фактически распалась, а Шевчук и художник Владимир Дворник уехали в Свердловск, где вместе с музыкантами группы «Урфин Джюс» играли на танцах под вывеской «Глобус».

### «Менестрель с чужим „голосом“»
21 марта 1985 года в уфимской газете «Ленинец», которая тогда была органом Башкирского обкома ВЛКСМ, была напечатана сфабрикованная статья «Менестрель с чужим „голосом“». Материал подготовлен по заказу КГБ (двое из подписантов — Марат Юлдыбаев и Эльшад Теляшев, — позже признались в этом; третьего, Шамиля Маликова, нет в живых). В выдворении Шевчука активно участвовал сотрудник органов госбезопасности Василий Суханов, который затем был проректором БашГУ по международному сотрудничеству и связям с общественностью.

## Детали издания
Оригинал записи был уничтожен Игорем Верещакой при обыске, проводившимся сотрудниками КГБ. Запись восстановлена звукооператором Владимиром Кузнецовым. Дизайн обложки — Владимир Сигачёв. Альбом вышел на грампластинке в 1991 году на лейбле «ЭРИО» (данное издание ценится коллекционерами, потому что в конверт были вложены газетные статьи о группе), затем издан в форматах CD и MC.
Существует неизданный вариант 1984 года песни «Дождь» с альбома «Свинья на радуге», записанный для альбома «Периферия».

## Список композиций
Сторона А
Автор всех песен — Юрий Шевчук.
1. «Мы из Уфы» — 4:23
2. «Наполним небо добротой» — 6:07
3. «Понедельник» — 3:39
4. «Памятник (Пушкину)» — 2:20

Сторона Б
1. «Хиппаны» — 4:50
2. «Я получил эту роль» — 5:28
3. «Периферия» — 3:37
4. «Частушки» — 0:48

Бонус CD-издания 2001 года
1. «Периферия» (запись с концерта «От&До» на стадионе Петровский в С-Петербурге, 1995 г.) — 11:29

## Участники записи
- Юрий Шевчук — гитара, вокал, текст, музыка
- Сергей Рудой — ударные, декламация
- Рустам Ризванов — лидер-гитара
- Геннадий Родин — бас-гитара
- Владислав Синчилло — полифонический синтезатор «Korg Poly-61»
- Ансамбль «Согласие» под управлением Ольги Клявлиной (Борис Рундо, Лилия Мукминова, Владимир Степанов, Алексей Смоляр)
- Игорь Верещака — звукорежиссёр[1]
- Владимир Сигачёв — оформление («ковёр-дезигн»)
- С. Есенин, В. Васильев — фотография